# Vehículo blindado de combate

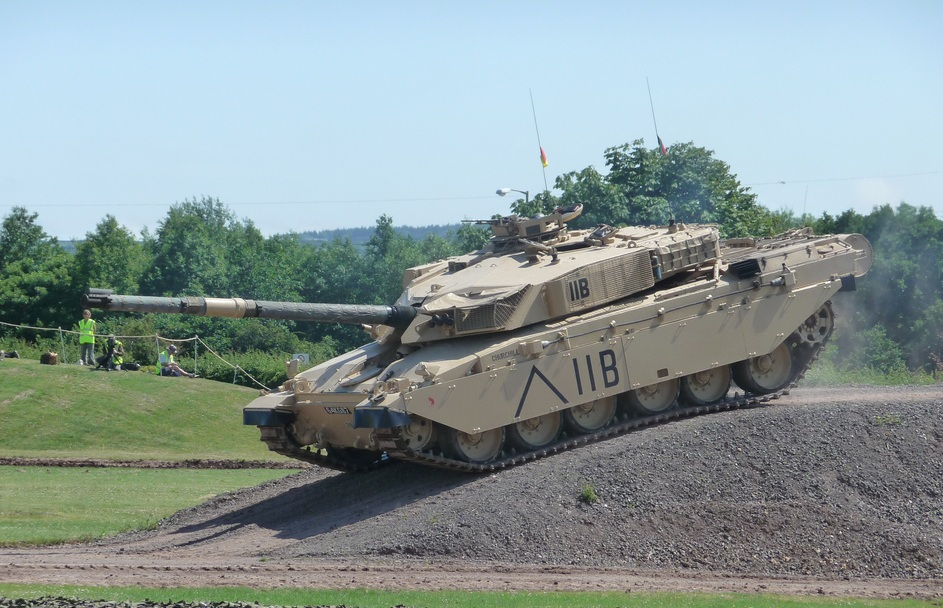
Un carro de combate principal Challenger 1.

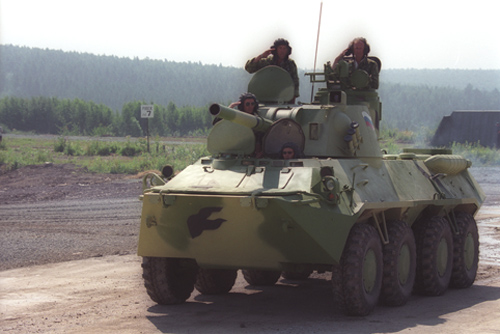
Un transporte blindado de personal 2S23 Nona-SVK.

Un vehículo militar blindado o vehículo de combate blindado, conocido por sus siglas en inglés AFV (armoured fighting vehicle), es un vehículo militar equipado con algún tipo de protección contra ataques hostiles y, generalmente, con armas. Los vehículos de combate acorazados están diseñados para poder moverse en distintos terrenos.
Los vehículos de combate blindado están clasificados dependiendo de su tarea en el campo de batalla y sus características. Esta clasificación, sin embargo, varía entre los ejércitos de distintos países, asignando un tipo diferente al mismo diseño. Algunas definiciones se solapan, como los transportes blindados de personal y los vehículos de combate de infantería que tienen un papel muy similar.
Algunos de los vehículos de combate blindados exitosos han servido como base para la creación de una familia de vehículos especializados.

## Clasificación

### Carro de combate

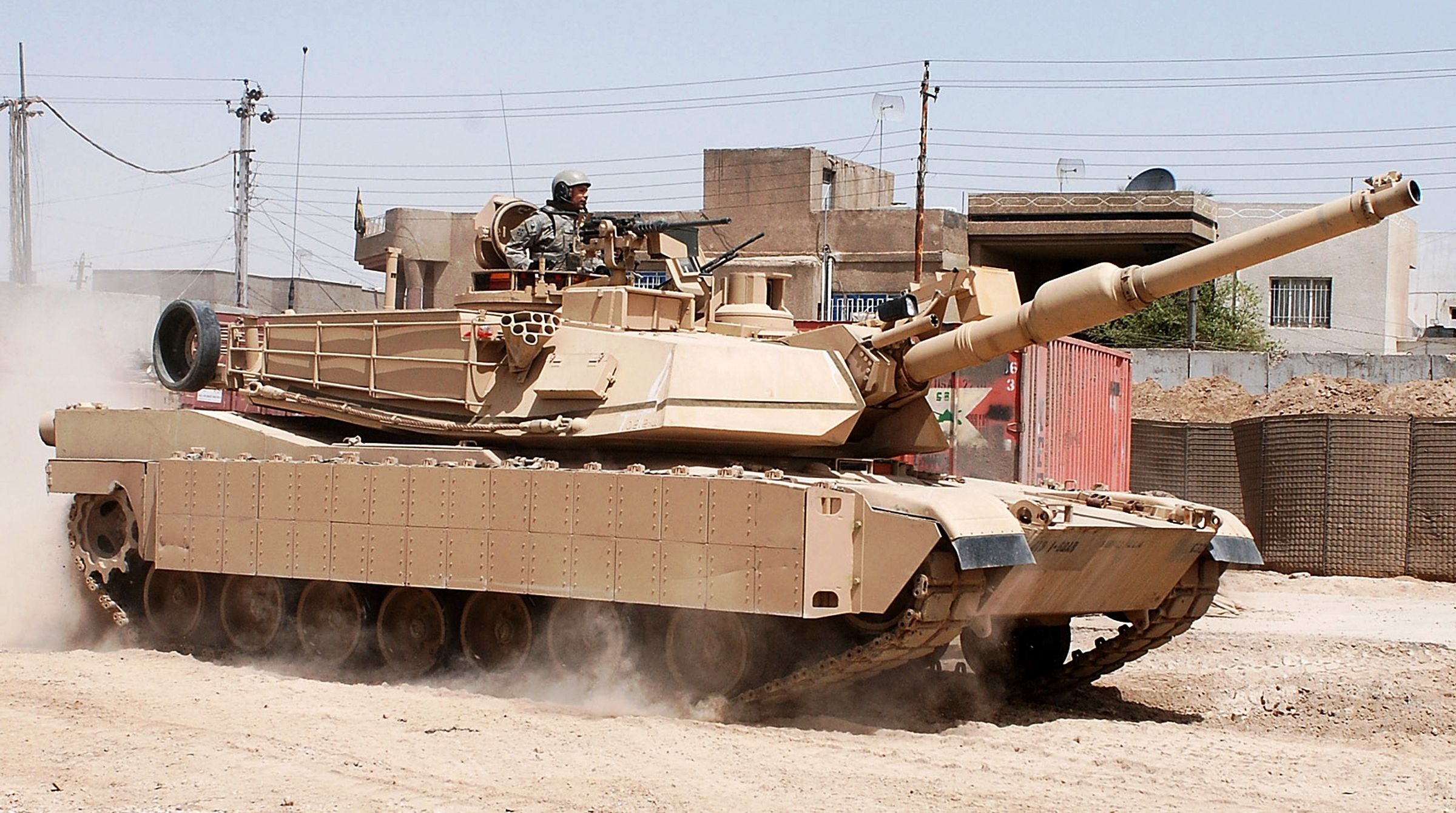
Carro de combate M1 Abrams.

Un carro de combate es un vehículo de ataque blindado con tracción de orugas, diseñado para enfrentarse a fuerzas enemigas por fuego directo. El carro de combate principal moderno (también conocido como MBT, siglas en inglés de Main Battle Tank) se distingue por su gran capacidad de fuego, movilidad y protección frente a otros vehículos de su época. Diseñado para poder moverse a altas velocidades a campo traviesa, sus necesidades logísticas respecto al combustible, mantenimiento, munición son altas, tiene mayor blindaje que el resto de vehículos del campo de batalla y está armado con un cañón que puede atacar a una variedad de objetivos.

### Tanque ligero

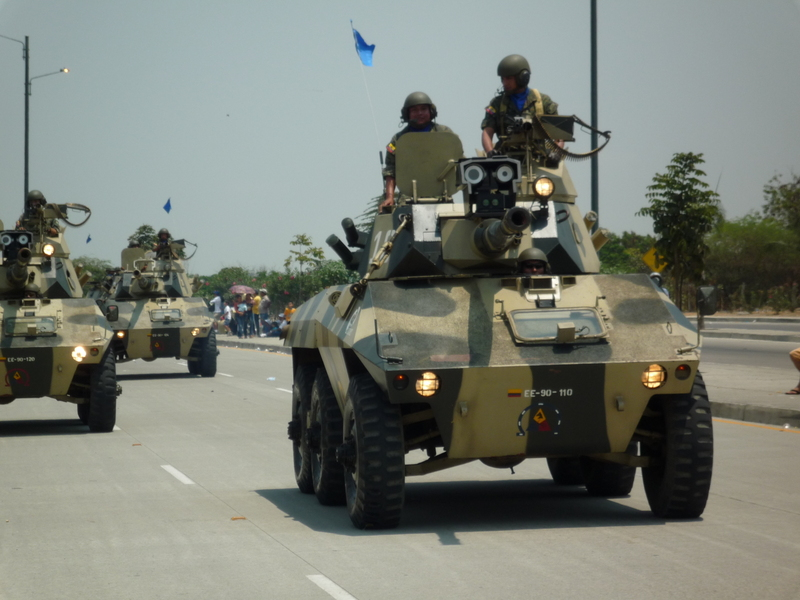
Blindado EE-9 Cascavel Brasilero.

Un carro de combate ligero es un tipo de tanque inicialmente diseñado para movimiento rápido, apoyo a la infantería y en la actualidad empleado principalmente en conflictos de baja intensidad. Los primeros tanques livianos generalmente estaban armados y blindados de forma similar a un automóvil blindado, pero usaban orugas con el fin de proporcionar una mejor movilidad campo a través.

### Transporte blindado de personal

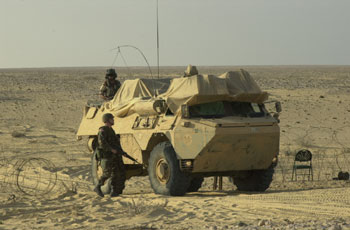
Transporte blindado de personal VAB francés.

Los transportes blindados de personal (también conocidos como APC, siglas en inglés de Armoured Personnel Carrier) son vehículos de combate ligeramente blindados para transportar infantería. Generalmente sólo están armados con una ametralladora, aunque puede tener variantes que utilicen otros tipos de armamento como morteros o misiles anticarro guiados. No están diseñado para el combate directo en el campo de batalla sino para llevar la infantería protegida de emboscadas y la metralla. Existen diseños con tracción de ruedas y de orugas.

### Vehículo de combate de infantería

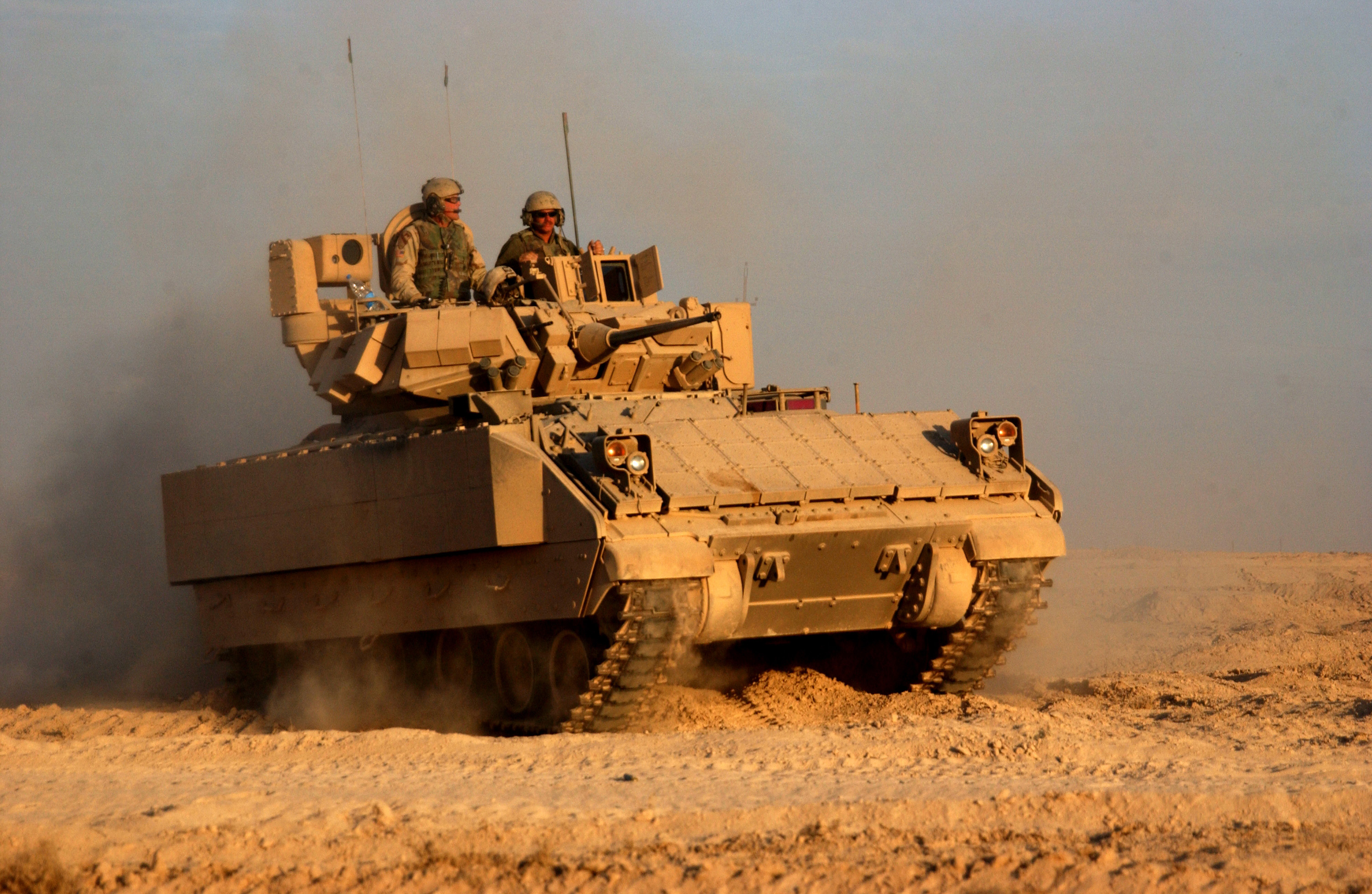
Vehículo de combate de infantería M2 Bradley estadounidense.

Los vehículos de combate de infantería  son transportes para infantería bien armados. Se diferencian de los transportes acorazados de personal en que permiten a la tropa disparar desde el interior del vehículo, además de tener un blindaje y armamento mayor. Sin embargo, la línea diferenciadora entre estas dos clases suele ser relativa. La mayoría de los vehículos de infantería tienen tracción a orugas, aunque existen diseños con ruedas.

### Artillería autopropulsada

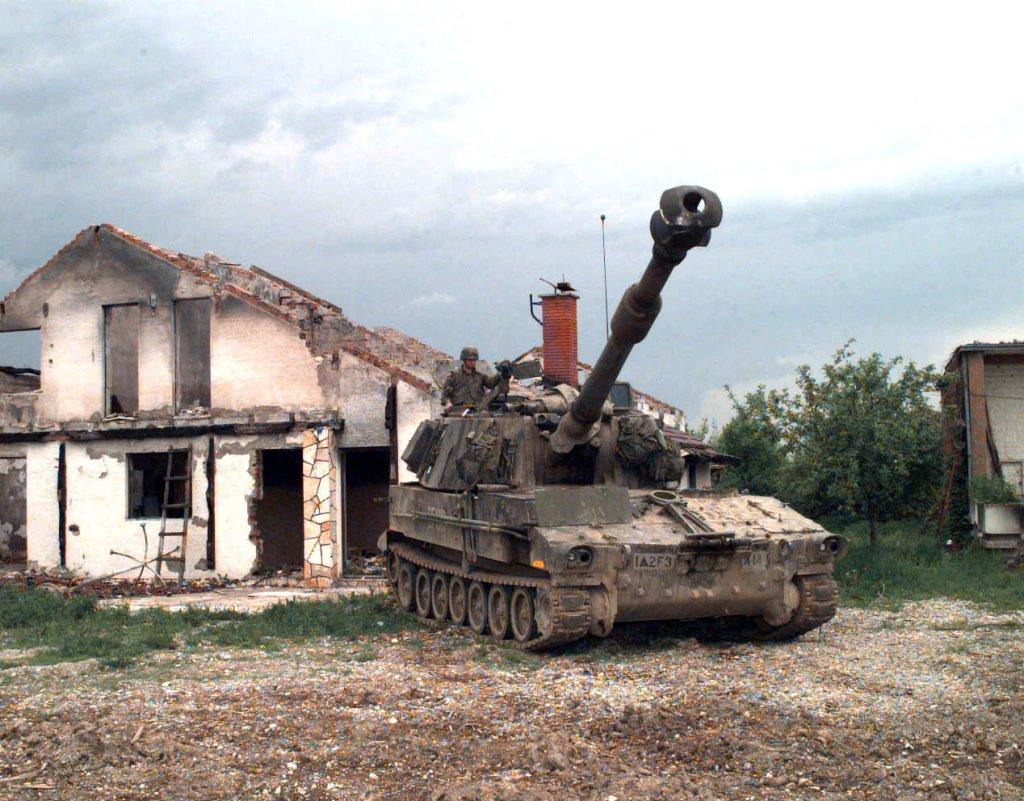
Obús autopropulsado M109 estadounidense.

Algunas piezas de artillería tienen integradas su propio sistema de transporte en un chasis blindado de tracción a orugas o ruedas. Esto le permite mantenerse junto con las unidades mecanizadas y darles protección contra ataques de artillería enemiga. Como la artillería remolcada, una batería de artillería autopropulsada puede situarse en una posición segura para realizar los disparos, pero con la ventaja de poder trasladarse con mayor velocidad.

### Cañón de asalto
Un cañón de asalto es una pieza de artillería autopropulsada diseñada para el ataque directo y proporcionar apoyo de la infantería. Utiliza para ello un cañón de gran calibre que puede disparar proyectiles de alto poder explosivo, efectivos contra fortificaciones y tropas atrincheradas.

### Cazacarros

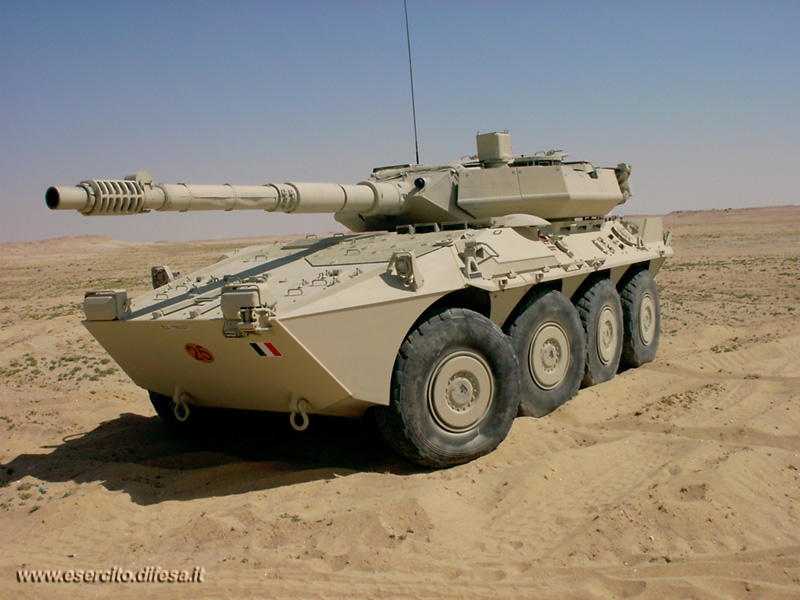
Cazacarros B1 Centauro italiano.

Un cazacarros, o destructor de tanques, es un cañón anticarro autopropulsado, que proporcionan apoyo contracarro a la infantería o las unidades de carros de combate, en operaciones de defensa o retirada. Suelen llevar un cañón anticarro de alta velocidad o un lanzamisiles antitanque (ATGM).
Los destructores de tanques no tienen la versatilidad de los tanques: son menos flexibles, y generalmente no tiene capacidad contra infantería. Sin embargo, son más baratos de fabricar, mantener y suministrar que los tanques.
Los cazacarros con cañón utilizados durante la Segunda Guerra Mundial han sido sustituidos por los tanques, pero se utilizan vehículos más livianos armados con misiles para apoyo a larga distancia y como reemplazo de los tanques en unidades ligeras o aerotransportadas.

### Automóvil blindado

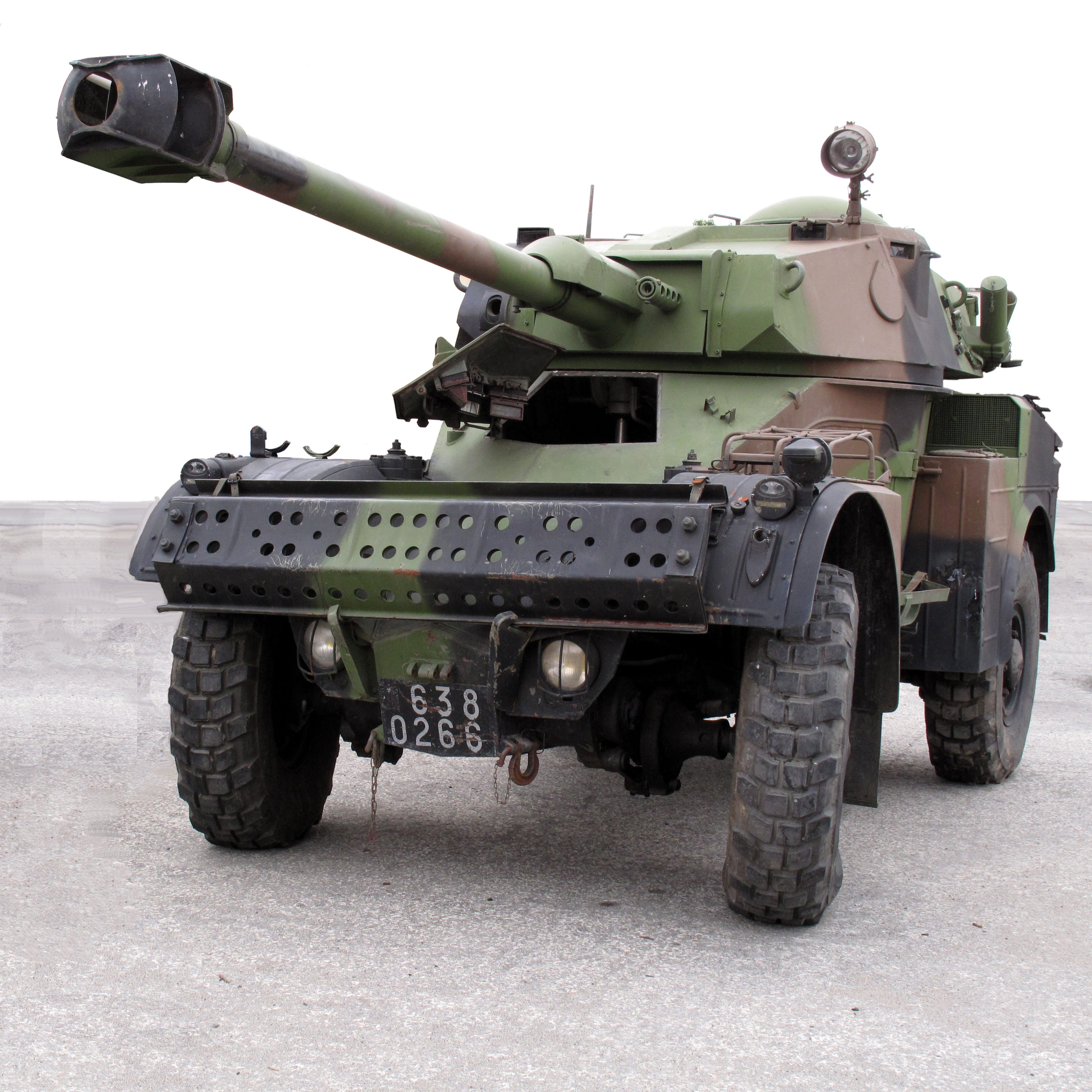
Automóvil blindado Panhard AML.

Un automóvil blindado es un vehículo a ruedas empleado para tareas de exploración, reconocimiento, etcétera. Generalmente de escaso blindaje y cargados con cañones de 75 o 90 mm. Son una opción económica para países de escaso desarrollo.

### Vehículo de ingenieros
El vehículo de ingenieros o recuperador de vehículos es un vehículo cuyo propósito es recuperar cascos dañados de vehículos en el campo de batalla. Estos vehículos poseen una grúa.

### Tanqueta

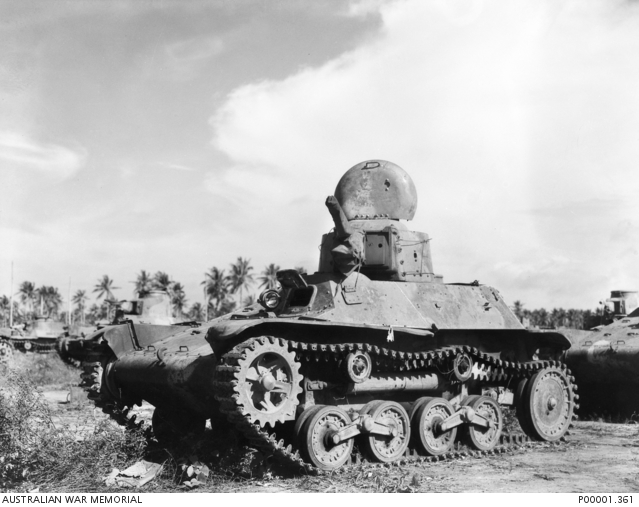
Tanqueta japonesa Tipo 97 Te-Ke.

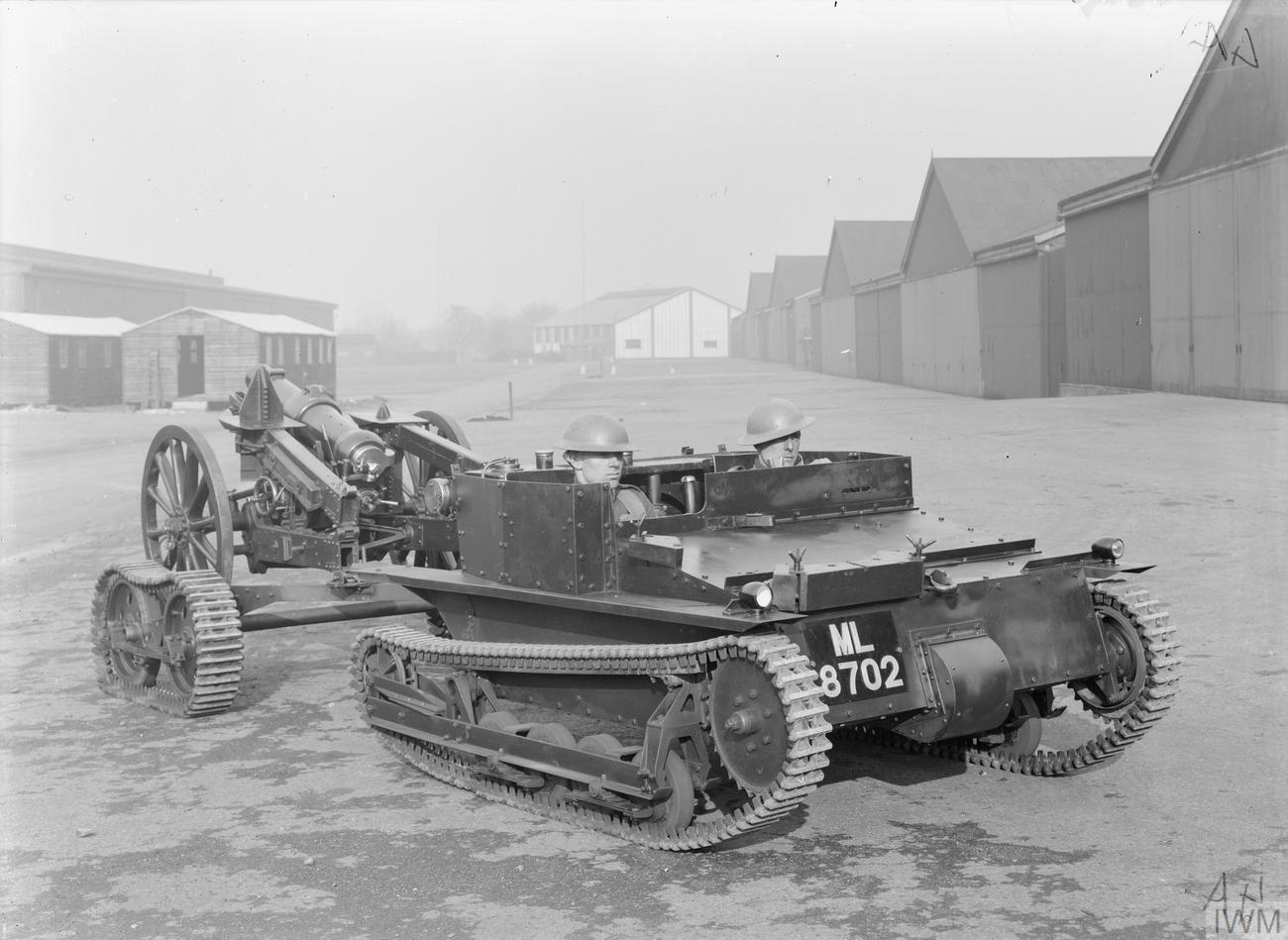
Tanqueta británica Carden-Loyd, remolcando una pieza de artillería.

Una tanqueta es un vehículo blindado militar parecido a un tanque pequeño, con tracción de orugas o tracción de ruedas, utilizado para llevar a cabo labores de reconocimiento blindado y apoyo de infantería mecanizada. El concepto de tanqueta se desarrolló en los años 1920 del siglo XX en varios países, como una versión más veloz y maniobrable del vehículo blindado, pero el concepto fue finalmente abandonado, al comprobar su vulnerabilidad ante las armas antitanque y su limitada utilidad en el campo de batalla moderno. Algunos ejemplos de tanquetas son la tanqueta japonesa Tipo 97 Te-Ke o la tanqueta británica Carden-Loyd Mk.VI. El término tanqueta también se utiliza informalmente para referirse a los carros de combate y los blindados ligeros. Las tanquetas son unos vehículos que normalmente tienen el tamaño de un automóvil y poseen una tripulación de dos o tres miembros. Algunos modelos están armados solamente con ametralladoras, aunque algunas tanquetas están equipadas con cañones automáticos de tiro rápido y de pequeño calibre. Las tanquetas normalmente suelen estar equipadas con armamento y blindaje ligero. Las tanquetas generalmente suelen ser vehículos propulsados con ruedas, si bien algunos modelos de tanqueta son vehículos propulsados con tracción de orugas. Algunos modelos carecen de torreta.

### Vehículo de mando

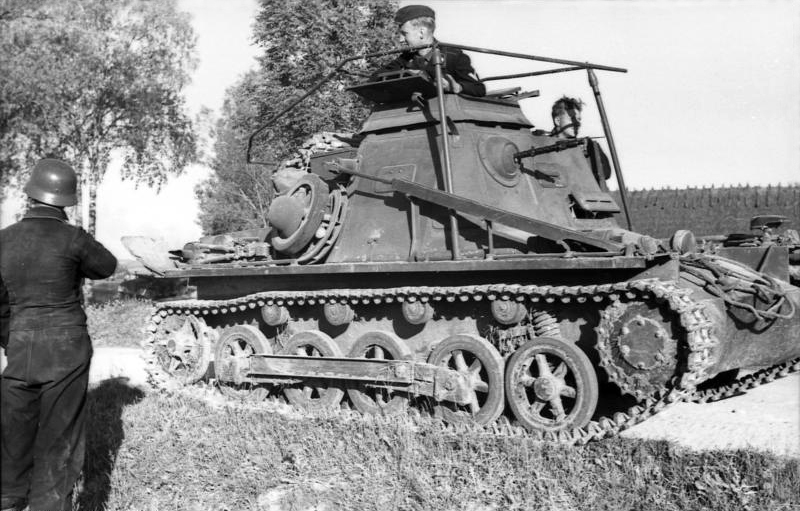
Carro de combate ligero Panzer I convertido en un vehículo de mando y control SdKfz 265 Panzerbefehlswagen.

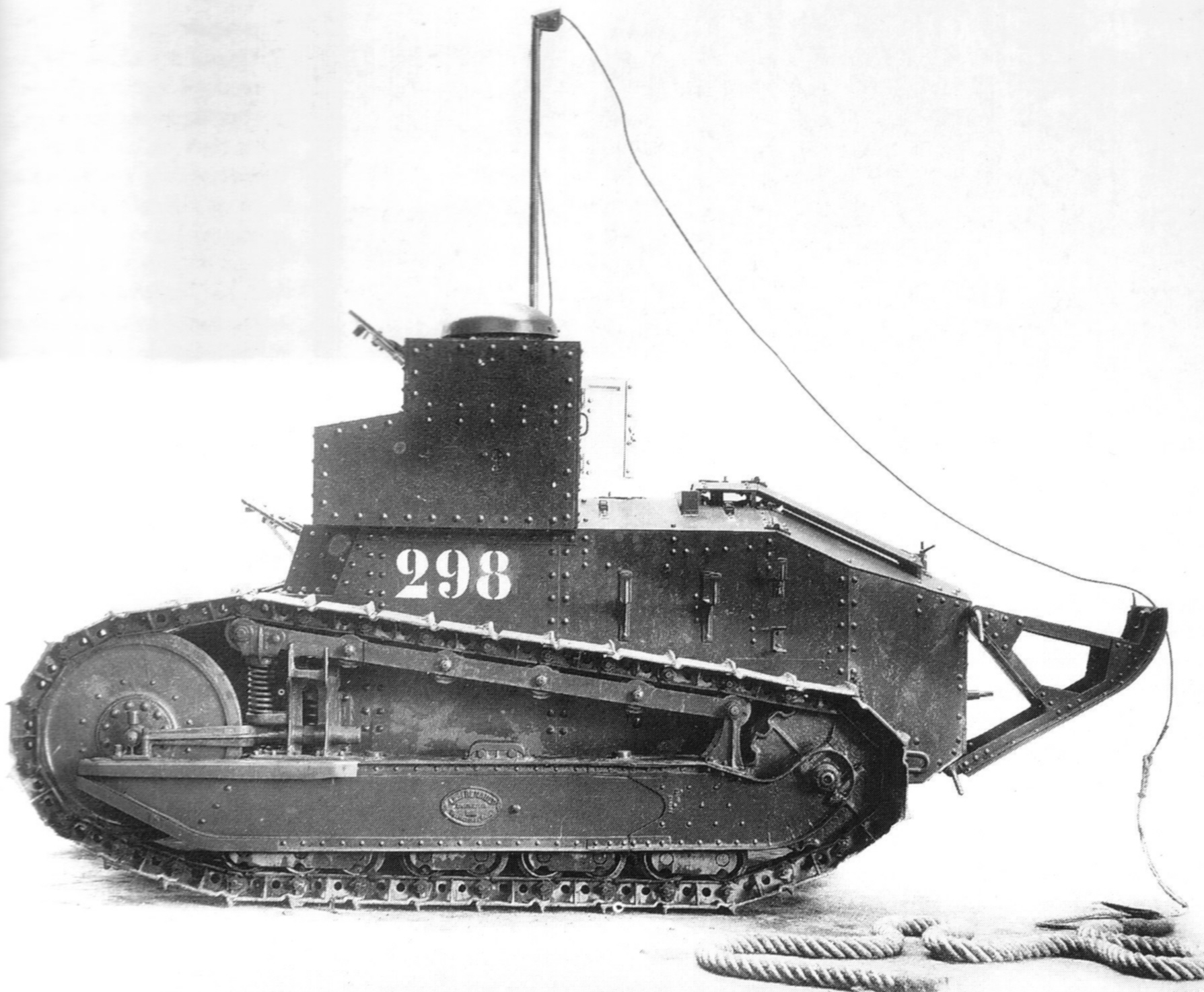
Un tanque ligero Renault FT-17 equipado con una antena de radio.

Un vehículo de mando es un tipo de vehículo blindado de combate adecuado para su uso como puesto de mando y control, puesto de observación móvil y puesto avanzado, por parte de las fuerzas blindadas y acorazadas. Los vehículos de mando generalmente se desarrollan a partir del mismo tipo y modelo que los vehículos que están destinados a conducir, ya que un modelo más antiguo correría el riesgo de ir demasiado lento o estar demasiado mal protegido; sin embargo, para esta función se suelen utilizar modelos retirados del frente, ya que son más económicos. Los vehículos de mando son estructuralmente poco diferentes de los vehículos de combate normales y presentan pocas diferencias externas, ya que si fueran fácilmente identificables se convertirían en objetivos primarios para las fuerzas enemigas, que al destruirlos, perjudicarían enormemente la coordinación de los vehículos enemigos. Las diferencias externas con los vehículos blindados de combate son principalmente tres: Una antena de radio más larga, en los primeros modelos de la Segunda Guerra Mundial, un aparato de comunicaciones más potente y desarrollado, la ausencia o menor consistencia del armamento primario (el cañón principal de la torreta es sustituido por una arma de menor calibre o por una ametralladora) para garantizar un mayor espacio en el interior del vehículo para la tripulación del carro de combate.

### Otros vehículos
- Cañón autopropulsado
- Tanque de crucero
- Tanque medio
- Tanque pesado
- Vehículo lanzapuentes blindado